# Kortstaartpapegaai
De kortstaartpapegaai (Graydidascalus brachyurus) is een vogel uit de familie Psittacidae (papegaaien van Afrika en de Nieuwe Wereld). Het genus is genoemd naar de Engelse ornitholoog  J.E. Gray.

## Verspreiding en leefgebied
Deze soort komt voor van zuidoostelijk Colombia tot oostelijk Ecuador, oostelijk Peru en Brazilië ten noorden van de Amazone.

## Status
De grootte van de populatie is niet gekwantificeerd maar de soort wordt omschreven als vrij algemeen. Op de Rode lijst van de IUCN heeft deze soort de status niet bedreigd.